# Tapinoma geei
Tapinoma geei är en myrart som beskrevs av Wheeler 1927. Tapinoma geei ingår i släktet Tapinoma och familjen myror.

## Underarter
Arten delas in i följande underarter:
- T. g. geei
- T. g. tinctum